# Tim Nothdurft
Tim Nothdurft (* 11. Juli 1997 in Reutlingen) ist ein deutscher Handballspieler auf der Position Linksaußen, der in der Bundesliga für die Rhein-Neckar Löwen und die A-Nationalmannschaft spielt.

## Karriere

### Verein
Als Sohn eines Bundesliga-Handballers begann Tim Nothdurft bei den Minis des VfL Pfullingen mit dem Handball. Bis zum Alter von ca. 13 Jahren war er parallel auch noch beim Fußball und in der Leichtathletik aktiv. Zur C-Jugend wechselte er 2010 zur JSG Balingen-Weilstetten und gewann 2016 mit der A-Jugend die Süddeutsche Meisterschaft. Bis 2016 spielte er noch in der 2. Mannschaft des HBW Balingen-Weilstetten in der 3. Liga. 
Ab 2016 stand er fest im Kader der 1. Mannschaft in der Bundesliga. 2017 stieg er mit Balingen in die 2. Bundesliga ab und dann nach zwei Spielzeiten 2019 wieder auf. Nach der Saison 2021/22 stieg Balingen erneut in die 2. Bundesliga ab. Ab 2022 stand er im Kader des Bergischen HC. Im Sommer 2024 wechselte er zu den Rhein-Neckar Löwen, bei denen er einen Dreijahresvertrag unterschrieb.

### Nationalmannschaft
Mit der deutschen Junioren-Nationalmannschaft belegte er den 2. Platz bei der U20-Europameisterschaft 2016 und den 4. Platz bei der U21-Weltmeisterschaft 2017. Insgesamt absolvierte er in der Junioren-Nationalmannschaft 49 Länderspiele.
Am 3. November 2023 gab er sein Debüt für die A-Nationalmannschaft gegen Ägypten. Bei der Europameisterschaft 2024 wurde er nachnominiert, absolvierte aber kein Spiel.

## Privates
Sein Vater Eckard Nothdurft war Kreisläufer in der Bundesliga beim VfL Pfullingen und beim VfL Gummersbach. Nach seiner aktiven Karriere war er unter anderem als Co-Trainer des HBW Balingen-Weilstetten tätig und arbeitet als Landestrainer beim Baden-Württembergischen Handball-Verband. Seine Mutter Gudrun Abt war dreimalige Deutsche Meisterin im 400-Meter-Hürdenlauf und Olympia-Sechste in Seoul 1988. Tim Nothdurft absolvierte an der Universität Tübingen ein Bachelor-Studium im Studiengang Sportwissenschaften.

## Karrierebilanz
| Saison    | Verein                   | Spielklasse   | Spiele | Tore | 7-Meter | Feldtore |
| --------- | ------------------------ | ------------- | ------ | ---- | ------- | -------- |
| 2016/17   | HBW Balingen-Weilstetten | Bundesliga    | 34     | 40   | 7       | 33       |
| 2017/18   | HBW Balingen-Weilstetten | 2. Bundesliga | 37     | 64   | 1       | 63       |
| 2018/19   | HBW Balingen-Weilstetten | 2. Bundesliga | 38     | 61   | 0       | 61       |
| 2019/20   | HBW Balingen-Weilstetten | Bundesliga    | 27     | 48   | 0       | 48       |
| 2020/21   | HBW Balingen-Weilstetten | Bundesliga    | 37     | 119  | 0       | 119      |
| 2021/22   | HBW Balingen-Weilstetten | Bundesliga    | 29     | 91   | 0       | 91       |
| 2022/23   | Bergischer HC            | Bundesliga    | 20     | 50   | 0       | 50       |
| 2023/24   | Bergischer HC            | Bundesliga    | 31     | 78   | 0       | 78       |
| 2024/25   | Rhein-Neckar Löwen       | Bundesliga    | 33     | 65   | 0       | 65       |
|           | 2. Handball-Bundesliga   | gesamt        | 75     | 125  | 1       | 124      |
|           | Handball-Bundesliga      | gesamt        | 211    | 491  | 7       | 484      |
| 2016–2025 | Karriere                 | gesamt        | 286    | 616  | 8       | 608      |

Quelle: Spielerprofil bei der Handball-Bundesliga